# Stylida
Stylida (griechisch Στυλίδα [stiˈliða] (f. sg.)) ist eine Gemeinde im Norden der griechischen Region Mittelgriechenland. Sie wurde zum 1. Januar 2011 aus drei Vorgängergemeinden gebildet und hat ihren Sitz in der gleichnamigen Stadt mit rund 5000 Einwohnern.
Stylida liegt an der Nordküste des Golf von Malia, gegenüber den Thermopylen, und der Meerenge von Orei, die das östliche Gemeindegebiet von der Nordküste der Insel Euböa trennt. Nur ein schmaler Küstenstreifen ist flach, der Großteil des Gemeindegebiets ist Bergland, das nach Norden bis zum Othrys-Massiv mit dem Gerakovouni (1726 m) ansteigt. Hier grenzen im Westen Domokos und im Norden Almyros an Stylida. Nur im äußersten Westen an der Grenze zu Lamia, wo die Gemeinde ins Schwemmland des Sperchios hineinreicht sowie bei Pelasgia im Osten gibt es kleine Ebenen.
1835 wurden im heutigen Gemeindegebiet zwei Gemeinden mit den Namen antiker thessalischer Städte der Region gegründet: Falara (nach der Hafenstadt Lamias, Phalara) mit Sitz in Stylida und Kremasti Larisis (nach Kremastē Larissa Κρεμαστὴ Λάρισσα) mit dem Sitz Gardiki (Γαρδίκι, seit 1927 Pelasgia). Diese Gemeinden wurden 1912 in viele kleinere Gemeinden geteilt. 1997 fasste man 16 Gemeinden wieder zu drei größeren zusammen, nämlich Stylida und Pelasgia sowie eine ‚Gemeinde der Echinäer‘ (aus dem antiken Namen von Achinos, Echinos Ἐχῖνος). Aus der Fusion dieser drei Gemeinden entstand mit der Verwaltungsreform 2010 die neue Gemeinde Stylida.

## Verkehr
Stylida ist Endpunkt einer im Bahnhof Lianokladi von der Bahnstrecke Piräus–Thessaloniki abzweigenden normalspurigen Nebenbahn.

## Gemeindegliederung
Die bis 1997 bestehenden 16 Gemeinden haben seit 2011 des Status eines Stadtbezirks (Ez. gr. dimotiki kinotita) – nämlich Stylida – bzw. von Ortsgemeinschaften (topiki kinotita) und wählen je nach Einwohnerzahl einen Rat oder einen einzelnen Vertreter als Lokalvertretung. Die Einwohnerzahlen stammen aus dem Ergebnis der Volkszählung 2011.

Lage des Gemeindebezirks Echinos

- Gemeindebezirk Echinos – Δημοτική Ενότητα Εχιναίων – Εχίνος – 3.764
  - Ortsgemeinschaft Achinos – Τοπική Κοινότητα Αχινού – 816
    - Achinos – Αχινός – 726
    - Drepano – Δρέπανο – 2
    - Drosia – Δροσιά – 7
    - Kouvela – Κουβέλα – 65
    - Paralia Achinou – Παραλία Αχινού – 12
    - Platanias – Πλατανιάς – 4
    - Skasmada – Σκασμάδα – 0

  - Ortsgemeinschaft Achladi – Τοπική Κοινότητα Αχλαδίου – Αχλάδι – 384
  - Ortsgemeinschaft Karavomylos Τοπική Κοινότητα Καραβομύλου – 673
    - Karavomylos – Καραβόμυλος – 634
    - Panorama – Πανόραμα – 39

  - Ortsgemeinschaft Paleokerasia – Τοπική Κοινότητα Παλαιοκερασέας – Παλαιοκερασιά – 291
  - Ortsgemeinschaft Raches – Τοπική Κοινότητα Ραχών – 1.175
    - Fourni – Φούρνοι – 21
    - Ftilia – Φτιλιά – 20
    - Paralia Rachon – Παραλία Ραχών – 541
    - Raches – Ράχες – 593

  - Ortsgemeinschaft Spartia – Τοπική Κοινότητα Σπαρτιάς – 425
    - Nea Spartia – Νέα Σπαρτιά – 238
    - Spartia – Σπαρτιά – 187

Lage des Gemeindebezirks Pelasgia

- Gemeindebezirk Pelasgia – Δημοτική Ενότητα Πελασγίας – 2.860
  - Ortsgemeinschaft Vathykilo – Τοπική Κοινότητα Βαθυκοίλου – Βαθύκοιλο – 194
  - Ortsgemeinschaft Glyfa – Τοπική Κοινότητα Γλύφας – 673
    - Drymaria – Δρυμάρια – 2
    - Fanos – Φανός – 32
    - Glyfa – Γλύφα – 612
    - Limani Vathylikou – Λιμάνι Βαθυκοίλου – 25
    - Pagoni – Παγώνι – 2

  - Ortsgemeinschaft Myli – Τοπική Κοινότητα Μύλων – 378
    - Monastiri – Μοναστήρι – 0
    - Myli – Μύλοι – 378

  - Ortsgemeinschaft Pelasgia – Τοπική Κοινότητα Πελασγίας – 1.615
    - Kyparissonas – Κυπαρισσώνας – 38
    - Liasiki – Λιασίκι – 40
    - Paralia Pelasgias – Παραλία Πελασγίας – 40
    - Pelasgia – Πελασγία – 1.497

Lage des Gemeindebezirks Stylida

- Gemeindebezirk Stylida – Δημοτική Ενότητα XXX – 6.126
  - Stadtbezirk Stylida – Δημοτική Κοινότητα Στυλίδος – 5.011
    - Koutsouro – Κούτσουρο – 14
    - Melissia – Μελίσσια – 24
    - Petarades – Πεταράδες – 36
    - Plakes – Πλάκες – 11
    - Stylida – Στυλίδα – 4.892
    - Vasiliki – Βασιλική – 34

  - Ortsgemeinschaft Agia Marina – Τοπική Κοινότητα Αγίας Μαρίνης Φθιώτιδος – Αγία Μαρίνα – 355
  - Ortsgemeinschaft Anydro – Τοπική Κοινότητα Ανύδρου – Άνυδρο – 157
  - Ortsgemeinschaft Avlaki – Τοπική Κοινότητα Αυλακίου – Αυλάκι – 471
  - Ortsgemeinschaft Longitsi – Τοπική Κοινότητα Λογγιτσίου – Λογγίτσι – 48
  - Ortsgemeinschaft Neraida – Τοπική Κοινότητα Νεράιδας – Νεράιδα – 84